# Abbaye de l'Île-Chauvet
L'abbaye Notre-Dame de l'Île-Chauvet se trouve à Bois-de-Céné, dans le département français de la Vendée en région Pays de la Loire. Elle se situait autrefois dans les Marches de Bretagne et du Poitou.

## Histoire de l'abbaye

### Fondation
L'origine de l'abbaye est ignorée. Elle aurait été  fondée vers 1130, probablement par des bénédictins venus de l'abbaye de l'Absie. Pierre II de la Garnache les fait venir pour entreprendre de l'assèchement et l'exploitation les salines du marais breton. 
Elle s'inscrit dans le  renouveau spirituel aux XIe – XIIe siècle, dans le sillage de Geraud de Salles. 
Les plus anciennes parties du monument datent de la deuxième moitié du XIIe siècle, au niveau du chœur. La nef fut achevée un peu avant le milieu du XIIIe siècle. Les voûtements furent repris par la suite, la croisée fut probablement voûtée au XIVe siècle. Du XIIIe siècle aussi datent les bâtiments conventuels, dont l'aile du réfectoire actuelle. Ils furent modifiés, divisés, pour accueillir la communauté camaldule au XVIIe siècle.

### Évolution du statut
Sa règle était bénédictine dans sa version la plus rigoureuse, proche de celle de Cîteaux.

### Guerres, pillages et destructions
Elle fut pillée en 1381 durant la guerre de Cent Ans, entrainant des réparations importantes.
Au XVIe siècle le temporel est encore important et l'abbaye ne fut mise en commende qu'en 1561.
Elle est incendiée en 1588 par les capitaines Boury et Granville puis occupée par Benjamin de Rohan, seigneur de Soubise jusqu'en 1622. Richelieu et son frère s'intéressent au sort de l'abbaye. Le dernier frère bénédictin vit à l'abbaye jusqu'en 1625. En 1668, l'abbé commendataire Henri de Maupas tente de rétablir la vie religieuse en proposant l'abbaye aux mauristes, qui refusent. Ce sont finalement les camaldules qui s'installent en décembre 1679. Les revenus de l'abbaye sont modestes et ne permettent que la réparation et l'entretien des bâtiments existants, autorisant au mieux quelques dépenses pour l'ornement du sanctuaire.
En 1778, la manse abbatiale est affectée à la cathédrale Notre-Dame-de-l'Assomption de Luçon.

### Perte temporaire de fonction religieuse
Elle est vendue comme bien national en 1791 à M. Lamaignère.
En 1828, elle est acquise par la famille Guillet de La Brosse, qui en est toujours propriétaire. Jules de la Brosse, qui en hérite, fait construire un manoir de style néo-Renaissance à proximité de l'abbaye en 1885.

## Abbés

### Abbés commendataires
- 1562 : Claude du Puy du Fou [5].
- 1576 : Nicolas Girard[8]
- 1626 à 1653 : Alphonse-Louis du Plessis de Richelieu
- Henri de Maupas
- 1676-1687 :  Gaspard-Alexandre de Coligny de Saligny (†1694), fils de Jean de Coligny-Saligny et d'Anne-Nicole Cauchon de Maupas, aussi abbé de Saint-Denis de Reims.

## Architecture de l'abbaye
Le mémoire rédigé par Arsène Cauchois, le dernier prieur, nous donne de précieux renseignements. 
Les ruines de l'église, y compris le bénitier se trouvant dans la nef, ainsi que les deux bâtiments du XIIe siècle, le puits gothique situé au centre de l'ancien cloître et tous les sols du monastère figurant sur le plan de l’abbaye datant de 1668 et conservé aux Archives Nationales font l'objet d'un classement au titre des monuments historiques par arrêté du 30 janvier 1992.